# Alpha Galates
Alpha Galates, 2001 gegründet als The Hollow, ist eine kanadische Progressive-Metal-Band, die ursprünglich aus Medicine Hat in Alberta stammt, deren Mitglieder jedoch heute in Toronto in Ontario leben.

## Bandgeschichte
Matthew Wagner, Karen Wagner und Todd Lefever gründeten The Hollow im Jahre 2001. Die Band veröffentlichte drei selbstständig produzierte Alben beim Label Swarm Theory. Ihr Debütalbum Natio erschien 2002 und die darauf folgenden Alben Vita und ab Gehenna 2004. Ein weiteres Album mit dem Namen Obitus folgte 2006, wurde aber nur bei iTunes veröffentlicht. Alle Alben wurden vom Sänger und Drummer Matthew von Wagner produziert und abgemischt.
Drummer Colin Snortland verließ bald die Band und Matthew von Wagner übernahm von nun an das Schlagzeug. Als Gitarrist kam Rowan McPhail zur Band und ab 2006 spielte Harmony Keyboard.
Nachdem der Präsident von EMI Music Canada Dean Cameron die Band bei einem Auftritt im bovine sex club in Toronto entdeckt hatte, unterzeichnete die Band einen Vertrag bei EMI im Dezember und nahm zwei neue Songs auf, die später dem Album Obitus hinzugefügt wurden. Im Februar 2008 erschien ihr fünftes Album A Stimulus For Reason, erstmals unter dem neuen Namen der Band Alpha Galates.
Im Januar 2008 nahm die Band ihr erstes Video für das Lied Standing auf. Es basiert auf der Geschichte des Films Sie leben! von John Carpenter.
Im März und April desselben Jahres gingen Alpha Galates mit GrimSkunk auf Tour durch Kanada und spielten im Sommer auch bei Rock am Ring und Rock im Park.

## Diskografie

### The Hollow
- 2002: Natio
- 2004: Vita
- 2004: ab Gehenna
- 2006: Obitus

### Alpha Galates
- 2008: A Stimulus for Reason